# KZ-Verband
Der KZ-Verband war ursprünglich ein Zusammenschluss einer Reihe von Organisationen der NS-Opfer in Österreich, der am 13. Juli 1945 erfolgte. Nach dem Austritt der SPÖ und ÖVP nahestehenden Organisationen löste der Verband sich am 8. März 1948 auf. Die Parteien gründeten ihre eigene Nachfolgeorganisationen und zwar die ÖVP die „ÖVP-Kameradschaft der politisch Verfolgten und Bekenner für Österreich“, die SPÖ den „Bund Sozialistischer Freiheitskämpfer und Opfer des Faschismus“ und die KPÖ den offiziell überparteilichen, aber über längere Zeit ihr nahestehenden „Bundesverband Österreichischer Widerstandskämpfer und Opfer des Faschismus“ (KZ-Verband). Mittlerweile ist die offizielle/amtliche Bezeichnung Bundesverband österreichischer AntifaschistInnen, WiderstandskämpferInnen und Opfer des Faschismus (KZ-Verband/VdA). Der KZ-Verband/VdA ist ein Dachverband mit den vereinsrechtlich selbständigen Landesverbänden Burgenland, Kärnten, Niederösterreich, Oberösterreich, Salzburg, Steiermark und Wien. Der Dachverband hat seinen Sitz in Wien-Leopoldstadt, so wie der Landesverband Wien und Niederösterreich, als Bundesvorsitzende fungiert Dagmar Schindler und als Bundessekretär Ernst Wolrab.

## Ziele und Mitglieder
Über seine sieben Landesverbände vereint der KZ-Verband heute die letzten überlebenden Mitglieder des Widerstandes, die Opfer des Faschismus, deren Hinterbliebenen und jüngere Vertreter des Antifaschismus. Der Verband ist aktiv in der Interessensvertretung der Opfer des Faschismus von 1933 bis 1945 laut Opferfürsorgegesetz (OFG), in der Gedenk- und Erinnerungsarbeit und im Kampf gegen Neofaschismus und Rechtsextremismus. Die einzelnen Landesverbände sind Teil des Bundesverbands.
Zu namhaften Funktionären und Aktivisten zählten und zählen unter anderem Josef Ausweger, Franz Danimann, Heinrich Dürmayer, Anna Hand, Leopold Langhammer, Franz Leitner, Jonny Moser, Resi Pesendorfer, Maximilian Petek, Sepp Plieseis, Agnes Primocic, Karl Punzer, Jacques Rotter, Herbert Steiner, Maria Stromberger, Josef Andersch, Winfried R. Garscha, Willi Weinert, Friedl Krenn, Albert Dlabaja, Renate Sassmann, Rudi Burda, Claudia Kuretsidis-Haider und Hilde Zimmermann, Ludwig Soswinski.

## Denkmal am Morzinplatz
Das Denkmal für die Opfer der NS-Gewaltherrschaft (auch: Denkmal für die Opfer des Faschismus) auf dem Wiener Morzinplatz wurde 1951 als Gedenkstein mit Inschrift im Rahmen einer Kundgebung des KZ-Verbandes illegal errichtet und enthüllt. Die Inschrift stammt vom damaligen Präsidenten des KZ-Verbandes, Wilhelm Steiner. Die Stadt Wien nahm den vom KZ-Verband gestifteten und ohne behördliche Bewilligung errichteten Gedenkstein in ihre Obhut. In den folgenden Jahren fanden hier viele, zum Teil internationale Kundgebungen statt. Die Neugestaltung des Denkmals erfolgte 1985 auf Initiative der Arbeitsgemeinschaft der KZ-Verbände durch den Bildhauer und Steinmetzmeister Leopold Grausam und wurde von der Städtischen Steinmetzwerkstätte ausgeführt, dessen Technischer Leiter Grausam war. Er ergänzte den vorhandenen Steinblock mit einfachen, roh behauenen Steinquadern und einer dazwischen stehenden Bronzefigur. Den obenliegenden Quader, der die Nische mit der Figur abdeckt, versah Grausam mit der Inschrift: Niemals vergessen. eingefasst von den zwei KZ-Gefangenensymbolen der Politischen und als Juden Gefangenen. Darunter steht: „Hier [am Morzinplatz] stand das Haus der Gestapo. Es war für die Bekenner Österreichs die Hölle. Es war für viele von ihnen der Vorhof des Todes. Es ist in Trümmer gesunken wie das tausendjährige Reich. Österreich aber ist wiederauferstanden und mit ihm unsere Toten. Die unsterblichen Opfer.“

## Der neue Mahnruf

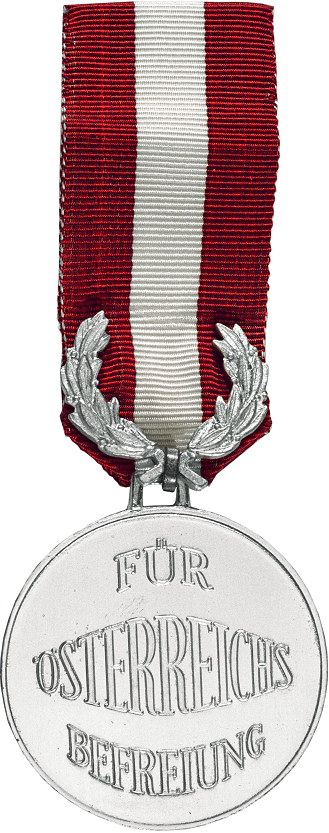
Das Ehrenzeichen für Verdienste um die Befreiung Österreichs wurde zahlreichen Mitgliedern und Funktionären des KZ-Verbandes verliehen

Die Verbandszeitschrift „Der Neue Mahnruf. Zeitschrift für Freiheit, Recht und Demokratie“ erscheint seit der Wiedergründung 1948. Die aktuellen Ausgaben der Zeitschrift erscheinen online und als Printversion.

## Vernetzung
Der KZ-Verband beteiligt sich an der Plattform Jetzt Zeichen setzen!, die sich für die Würdigung der NS-Opfer einsetzt, und unterstützt diese aktiv. 
Weiters ist der Verband Mitgliedsorganisation der Internationalen Föderation der Widerstandskämpfer (FIR).

## Nachweise
1. ↑  KZ-Verbände im Wien Geschichte Wiki der Stadt Wien
2. ↑  Vereinsstatut. „Einstimmig beschlossen auf dem 21. (a.o.) Bundesdelegiertentag am 27. April 2012 in Graz.“ In: Über uns. Website des Bundesverbandes österreichischer AntifaschistInnen, WiderstandskämpferInnen und Opfer des Faschismus (KZ-Verband/VdA), ohne Datum, abgerufen am 3. Februar 2023.
3. ↑  Vereinsregisterauszug aus dem Zentralen Vereinsregister, ZVR-Zahl 667888116, zum Stichtag 10. Juni 2018.
4. ↑  W. Weinert: Geschichte. In: Über uns. Website des KZ Verbandes Wien – Landesverband Wien österreichischer AntifaschistInnen, WiderstandskämpferInnen und Opfer des Faschismus, ohne Datum, abgerufen am 3. Februar 2023.
5. 1 2  Mahnmal 1010, Morzinplatz. In: www.nachkriegsjustiz.at. Forschungsstelle Nachkriegsjustiz, abgerufen am 3. Februar 2023.
6. ↑  Eintrag zu Symbole aus Stein und Bronze. Das Denkmal für die Opfer des Faschismus im Austria-Forum, Autor/Redaktion: Peter Diem, Artikel vom 16. September 2009 in der Version vom 20. Mai 2015, abgerufen am 3. Februar 2023.